# Cáki-patak
A Cáki-patak a Kőszegi-hegység területén, Cák település északnyugati, külterületi részén ered, Vas vármegyében. A patak forrásától kezdve délkeleti-keleti irányban halad, majd Kőszegdoroszlónál éri el az Szerdahelyi-patakot. Útja során elsőként Cák település északnyugati külterületi részén vág át. Kőszegdoroszlónál éri el a Szerdahelyi-patakot.

## Part menti települések
- Cák
- Kőszegdoroszló